# Raukaua valdiviensis
Raukaua valdiviensis är en araliaväxtart som först beskrevs av Claude Gay, och fick sitt nu gällande namn av David Gamman Frodin. Raukaua valdiviensis ingår i släktet Raukaua och familjen araliaväxter. Inga underarter finns listade.